# Amparo de São Francisco
Amparo de São Francisco è un comune del Brasile nello Stato del Sergipe, parte della mesoregione del Leste Sergipano e della microregione di Propriá.